# Ана Морейра
Ана Морейра (нар. 13 лютого 1980, Лісабон, Португалія) — португальська акторка.

## Біографія
Почала зніматися на телебаченні та в короткометражних фільмах ще школяркою. У 1998 отримала дві свої перші премії за головну роль у повнометражній картині, номінована ще на кілька. У 1999 була відзначена на Берліналіе як зірка, що сходить. Загалом брала участь у понад 20 фільмах, знімалася у Португалії, Іспанії, Бразилії.
Активно знімається в серіалах, зокрема, з'явилася в ролі Інес де Кастро в історичному телесеріалі Педру та Інес (2005), в серіалі Очі в очі (2008) та інших.
У 2006 році повернулася до роботи з Терезою Вільяверде у фільмі 2006 року «Транс».
З'являється у фільмах «Золотий шолом» (2006) Хорхе Крамеза та в «Історії Аліси» (2007) Освальдо Калдейри.
У 2008 році була однією з героїнь мильної опери Olhos nos Olhos на TVI. 
У березні 2010 року була на обкладинці чоловічого журналу Urban Man.
Брала участь у фільмі Quinze Pontos na Alma (2011) Вісенте Алвеса до О та у Tabu (2012) Мігеля Гомеса. Знову співпрацює з Хорхе Крамесом у Amor Amor (2017) і знімається у фільмі Sombra (2021) Бруно Гаскона.
У 2021 році отримала авторську премію в категорії найкраща акторка театру за гру у «Фора де Кампо».
У 2022 році отримала нагороду Sophia Award від Португальської кіноакадемії за найкращу головну жіночу роль за роль у фільмі Sombra Бруно Гаскона.
Крім португальської, володіє іспанською, італійською та російською мовами. У фільмі Транс (2006) виконала роль росіянки.

## Вибіркова фільмографія
- 1998 — Мутанти/Os Mutantes (Тереза Віллаверде; Гран-прі на Середземноморському КФ у Бастії, номінація на Золотий глобус за кращу жіночу роль, премія за кращу жіночу роль МКФ у Таорміні)
- 2000 — Запізно / Tarde Demais (Жозе Нашименту)
- 2001 — Вода та сіль/ Água e Sal (Тереза Віллаверде)
- 2004 — Адріана/ Adriana (Маргаріда Жил; Золотий глобус 2006 за найкращу жіночу роль)
- 2005 — Імена Алісії/ Los nombres de Alicia (Пілар Руїс-Гутьєррес)
- 2006 — Транс/Transe (Тереза Віллаверді; номінація на Золотий глобус за кращу жіночу роль)
- 2007 — O Capacete Dourado (Жоржі Краміс; номінація на Золотий глобус за найкращу жіночу роль)
- 2008 — Приречене кохання/ Um Amor de Perdição (Маріу Баррозу)
- 2009 — Північний двір/ A Corte do Norte (Жуан Ботелью; номінація на Золотий глобус за найкращу жіночу роль)
- 2009 — Португальська черниця/A Religiosa Portuguesa (Ежен Грін)
- 2009 — Історії Аліси / Histórias de Alice (Освалду Калдейра)
- 2010 — Фільм невгамовності (Жуан Ботелью, за Книгою невгамовності Фернандо Пессоа)
- 2011 — П'ятнадцять точок душі/ Quinze Pontos na Alma (Вісенті Алвіш ду О)
- 2012 — Табу/ Tabu (Мігел Гоміш; номінація на Золотий глобус за найкращу жіночу роль)
- 2014 — Os Maias  — Cenas da Vida Romântica (Жуан Ботелью)